# Olympische Winterspiele 2018/Skispringen – Mannschaftsspringen Großschanze (Männer)
Das Mannschaftsspringen im Skispringen der Männer von der Großschanze bei den Olympischen Winterspielen 2018 fand am 19. Februar 2018 im Alpensia Jumping Park statt. Die norwegische Mannschaft mit Daniel-André Tande, Andreas Stjernen, Johann André Forfang und Robert Johansson wurde Olympiasieger. Die deutsche Mannschaft mit Karl Geiger, Stephan Leyhe, Richard Freitag und Andreas Wellinger gewann die Silbermedaille. Bronze ging an die Polen mit Maciej Kot, Stefan Hula, Dawid Kubacki und Kamil Stoch.

## Daten
Datum: 19. Februar 2018, 21:30 Uhr 

Hillsize: 142 m 

K-Punkt: 125 m

## Ergebnisse
| Platz | #                      | Land / Sportler                                                                                               | 1. Durchgang             | 1. Durchgang                  | 1. Durchgang | 2. Durchgang            | 2. Durchgang                  | 2. Durchgang  | Gesamt- punkte                 |
| Platz | #                      | Land / Sportler                                                                                               | Weite (m)                | Punkte                        | Rang         | Weite (m)               | Punkte                        | Rang          | Gesamt- punkte                 |
| ----- | ---------------------- | --- | ------------------------ | ----------------------------- | ------------ | ----------------------- | ----------------------------- | ------------- | ------------------------------ |
| 01    | 12 12–1 12–2 12–3 12–4 | Norwegen Daniel-André Tande Andreas Stjernen Johann André Forfang Robert Johansson                            | 136,0 133,0 132,5 137,5  | 545,9 141,8 134,6 132,3 137,2 | 01           | 140,5 135,5 132,0 136,0 | 552,6 145,5 139,8 129,7 137,6 | 1             | 1098,5 287,3 274,4 262,0 274,8 |
| 02    | 11 11–1 11–2 11–3 11–4 | Deutschland Karl Geiger Stephan Leyhe Richard Freitag Andreas Wellinger                                       | 136,0 128,0 134,5 140,0  | 543,9 139,4 124,1 134,5 145,9 | 02           | 134,0 129,0 134,5 134,5 | 531,8 131,7 126,0 135,8 138,3 | 2             | 1075,7 271,1 250,1 270,3 284,2 |
| 03    | 10 10–1 10–2 10–3 10–4 | Polen Maciej Kot Stefan Hula Dawid Kubacki Kamil Stoch                                                        | 129,5 130,0 138,5 139,0  | 540,9 128,3 129,8 139,7 143,1 | 03           | 133,0 134,0 135,5 134,5 | 531,5 127,0 134,8 135,3 134,4 | 3             | 1072,4 255,3 264,6 275,0 277,5 |
| 04    | 09 09–1 09–2 09–3 09–4 | Österreich Stefan Kraft Manuel Fettner Gregor Schlierenzauer Michael Hayböck                                  | 133,5 122,5 127,5 >133,5 | 493,7 131,8 109,9 118,0 134,0 | 04           | 126,5 125,5 122,5 136,5 | 484,7 116,7 118,2 111,3 138,5 | 4             | 978,4 248,5 228,1 229,3 272,5  |
| 05    | 08 08–1 08–2 08–3 08–4 | Slowenien Jernej Damjan Anže Semenič Tilen Bartol Peter Prevc                                                 | 126,5 125,0 129,5 134,5  | 492,4 118,9 116,5 120,6 136,4 | 05           | 129,5 123,5 122,0 133,5 | 475,4 122,2 111,1 111,0 131,1 | 5             | 967,8 241,1 227,6 231,6 267,5  |
| 06    | 07 07–1 07–2 07–3 07–4 | Japan Taku Takeuchi Daiki Itō Noriaki Kasai Ryōyū Kobayashi                                                   | 124,0 126,0 124,0 132,5  | 475,5 113,6 117,6 112,2 132,1 | 06           | 123,0 125,0 130,0       | 465,0 110,5 109,8 117,9 126,8 | 6             | 940,5 224,1 227,4 230,1 258,9  |
| 07    | 06 06–1 06–2 06–3 06–4 | Olympische Athleten aus Russland Alexei Romaschow Denis Kornilow Michail Andrejewitsch Nasarow Jewgeni Klimow | 117,5 122,0 115,0 123,0  | 409,6 099,4 108,6 090,6 111,0 | 07           | 114,0 121,5 115,5 122,0 | 400,2 090,1 107,5 093,8 108,8 | 7             | 809,8 189,5 216,1 184,4 219,8  |
| 08    | 05 05–1 05–2 05–3 05–4 | Finnland Janne Ahonen Andreas Alamommo Jarkko Määttä Antti Aalto                                              | 122,5 117,0 118,0 115,0  | 397,5 109,7 097,3 097,6 092,9 | 08           | 120,5 115,5 113,5 118,5 | 392,9 104,6 094,8 089,5 104,0 | 8             | 790,4 214,3 192,1 187,1 196,9  |
| 09    | 03 03–1 03–2 03–3 03–4 | Vereinigte Staaten Casey Larson William Rhoads Michael Glasder Kevin Bickner                                  | 111,5 107,5 113,0 131,0  | 377,2 085,7 080,4 086,4 124,7 | 09           | ausgeschieden           | ausgeschieden                 | ausgeschieden | ausgeschieden                  |
| 10    | 04 04–1 04–2 04–3 04–4 | Tschechien Viktor Polášek Vojtěch Štursa Čestmír Kožíšek Roman Koudelka                                       | 116,0 107,0 111,5 124,0  | 370,1 095,7 078,3 084,6 111,5 | 10           | ausgeschieden           | ausgeschieden                 | ausgeschieden | ausgeschieden                  |
| 11    | 02 02–1 02–2 02–3 02–4 | Italien Federico Cecon Davide Bresadola Sebastian Colloredo Alex Insam                                        | 102,0 114,0 115,0 122,5  | 364,5 069,7 094,9 094,3 105,6 | 11           | ausgeschieden           | ausgeschieden                 | ausgeschieden | ausgeschieden                  |
| 12    | 01 01–1 01–2 01–3 01–4 | Südkorea Kim Hyun-ki Park Je-un Choi Heung-chul Choi Seou                                                     | 102,5 081,5 110,5 115,0  | 274,5 068,8 029,4 083,3 093,0 | 12           | ausgeschieden           | ausgeschieden                 | ausgeschieden | ausgeschieden                  |